# Tachina javana
Tachina javana là một loài ruồi trong họ Tachinidae.